# آنتانامبائو مانامپوتسی
آنتانامبائو مانامپوتسی (به لاتین: Antanambao Manampotsy) یک منطقهٔ مسکونی در ماداگاسکار است که در آنتانامبائو-مانامپوتی واقع شده‌است.